# Carmen Mähr
Carmen Mähr (verheiratete Pfanner; * 28. November 1951) ist eine ehemalige österreichische Hürdenläuferin, die sich auf die 100-Meter-Distanz spezialisiert hatte.
Bei den Leichtathletik-Halleneuropameisterschaften 1972 in Grenoble wurde sie Sechste über 50 Meter Hürden und gewann mit der österreichischen Mannschaft Bronze in der 4-mal-180-Meter-Staffel. Im Jahr darauf folgte bei den Halleneuropameisterschaften 1973 in Rotterdam Silber in der 4-mal-180-Meter-Staffel.
1974 und 1976 wurde sie österreichische Meisterin.
Carmen Mähr startete für die TS Schwarzach.

## Persönliche Bestleistungen
- 50 m Hürden (Halle): 7,15 s, 11. März, 1972, Grenoble
- 60 m Hürden (Halle): 8,48 s, 10. März 1973, Rotterdam
- 100 m Hürden: 13,5 s, 17. Juni 1973, Budapest
- Weitsprung: 6,14 m, 2. Juli 1972, Leoben